# Broadfield Hospital

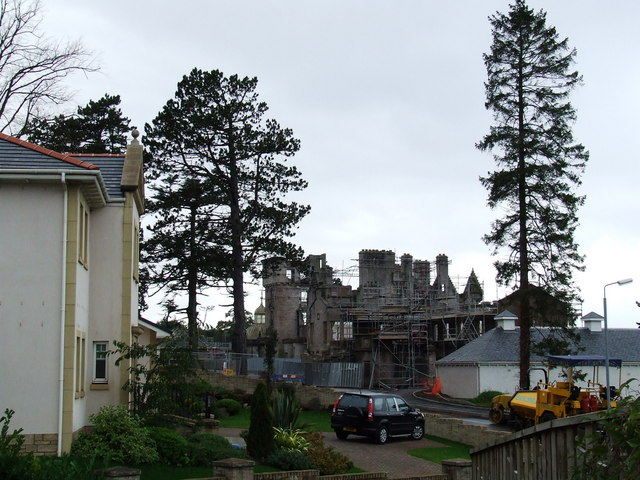
Broadfield Hospital

Broadfield Hospital ist ein ehemaliges Krankenhaus in der schottischen Stadt Port Glasgow in Inverclyde. 1971 wurde das Bauwerk in die schottischen Denkmallisten in der höchsten Kategorie A aufgenommen.

## Geschichte
Mit dem Bau des Herrenhauses wurde 1869 begonnen und die Arbeiten im Folgejahr abgeschlossen. 1925 wurde in dem Gebäude das Broadfield Hospital eingerichtet, eine psychiatrische Einrichtung für männliche Patienten. Vier Jahre später erwarb der Burgh Paisley das zugehörige Broadstone House und nutzte es als psychiatrische Einrichtung für weibliche Patienten. Beide Häuser wurden gemeinsam verwaltet. In den 1980er Jahren wurde die Einrichtung geschlossen.
Auf Grund eines Bombenschadens aus dem Zweiten Weltkrieg wurden 1974 von Rissen im Mauerwerk sowie Neigungen von Wänden berichtet. Ein Antrag auf Abriss wurde abgelehnt. 1987 wurde das Krankenhaus zu einem Altenheim umfunktioniert, welches jedoch nie den Betrieb aufnahm, da es nicht den gesetzlichen Bestimmungen entsprach. Drei Jahre später wurde die Einrichtung eines Hotels genehmigt. Der Plan wurde aber nie umgesetzt. 1991 wurde das Broadfield Hospital in das Register gefährdeter, denkmalgeschützter Bauwerke in Schottland aufgenommen. Sein Zustand wurde als leerstehend mit beginnendem Verfall beschrieben. In den folgenden Jahrzehnten wechselte das Broadfield Hospital mehrfach den Eigentümer und es gab mehrfach Pläne zur Weiternutzung, die jedoch nie in die Tat umgesetzt wurden. Zuletzt wurde 2012 einem Antrag auf Einrichtung von Wohneinheiten stattgegeben. Sein Zustand wurde zuletzt in diesem Jahr als Ruine beschrieben mit hoher Gefährdung. Ende der 2010er Jahre begann die Restaurierung des Komplexes.